# Atractotomus cercocarpi
Atractotomus cercocarpi är en insektsart som beskrevs av Knight 1931. Atractotomus cercocarpi ingår i släktet Atractotomus och familjen ängsskinnbaggar. Inga underarter finns listade i Catalogue of Life.